# Скатове
Вижте пояснителната страница за други значения на СКАТ и скат.
Скатовете (Batoidea, Rajomorphii) са надразред хрущялни риби обединяващ морски видове. Познати са околко 500 вида.
Тялото на скатовете е широко сплеснато гръбокоремно, приспособило се е за придънен начин на живот. Те са слаби плувци. Гръдните им плавници са големи и са като своеобразни крила за плуване. Хрилните отвори се намират на долната страна на главата. Гръбната им перка се сраства със страните на тялото.
Представители на скатовете, които се срещат в Черно море, са морска лисица и морска котка. И двата ската са хищни дънни риби. Различават се само само по окраската на гърба си, която има еднаква функция - да се слее с цвета на пясъка - това ги прави незабележими. Морската котка е със сиво-кафява окраска, а морската лисица е със сиво-кафява окраска с жълти петна. Друг представител е мантата, която не се среща в Черно море. Друга група са електрическите скатове, които провеждат електрически енергия за защита и нападение и също не се срещат в Черно море. Известни са 40 вида електрически скатове. Широко разпространени са в тропичните и субтропичните морета. Някои са дребни, други достигат до 2 метра и 100 килограма.

## Класификация
Надразред Скатове
- Разред Опашношипови (Myliobatiformes) Compagno, 1973 – Морски скатове
- Разред Скатоподобни (Rajiformes) L.S. Berg, 1940 – Ромбоподобни
  - Rhiniformes и Rhinobatiformes – в някои класификации се причисляват като семейства към разред Rajiformes, в други са отделени като самостоятелни разреди.
- Разред Риби трион (Pristiformes) Compagno, 1973
- Разред Електрически скатове (Torpediniformes) Lozano, 1926